# Opostegoides minodensis
Opostegoides minodensis là một loài bướm đêm thuộc họ Opostegidae. Nó được tìm thấy ở Nhật Bản.
Có thể có một lứa một năm con trưởng thành bay từ the end of tháng 6 đến giữa tháng 7.
Ấu trùng ăn Betula platyphylla var. japonica. 